# Crash Bandicoot (jeu vidéo)
Vous lisez un « article de qualité » labellisé en 2013.
Pour les articles homonymes, voir Crash.
Crash Bandicoot est un jeu vidéo de plates-formes développé par Naughty Dog et édité par Sony Computer Entertainment en 1996 sur PlayStation. Il constitue le premier épisode de la série Crash Bandicoot.
Crash Bandicoot relate la création de l'anthropomorphe Crash Bandicoot, le héros éponyme du jeu, par le Docteur Neo Cortex et le Docteur Nitrus Brio, les deux antagonistes principaux du jeu. L'histoire suit ensuite les aventures de Crash qui a pour missions d'arrêter ses deux créateurs dans leur quête de domination du monde, de nettoyer toute la pollution qu'ils ont causée et de sauver sa petite amie, Tawna, une femelle bandicoot également créée par les Docteurs Cortex et Nitrus Brio.
Crash Bandicoot a reçu des critiques généralement positives. La critique salue les graphismes du jeu et un style visuel unique, mais note l'absence d'innovation apportée dans le domaine des jeux de plates-formes. Le jeu devient par la suite le huitième jeu le plus vendu sur PlayStation avec 6,82 millions d'exemplaires écoulés et le premier opus d'une série au succès tout aussi fort. Le jeu de Naughty Dog devient également le premier titre occidental à franchir le cap des 500 000 exemplaires vendus au Japon, avant d'être dépassé par ses deux suites, Crash Bandicoot 2: Cortex Strikes Back et Crash Bandicoot 3: Warped.

## Trame

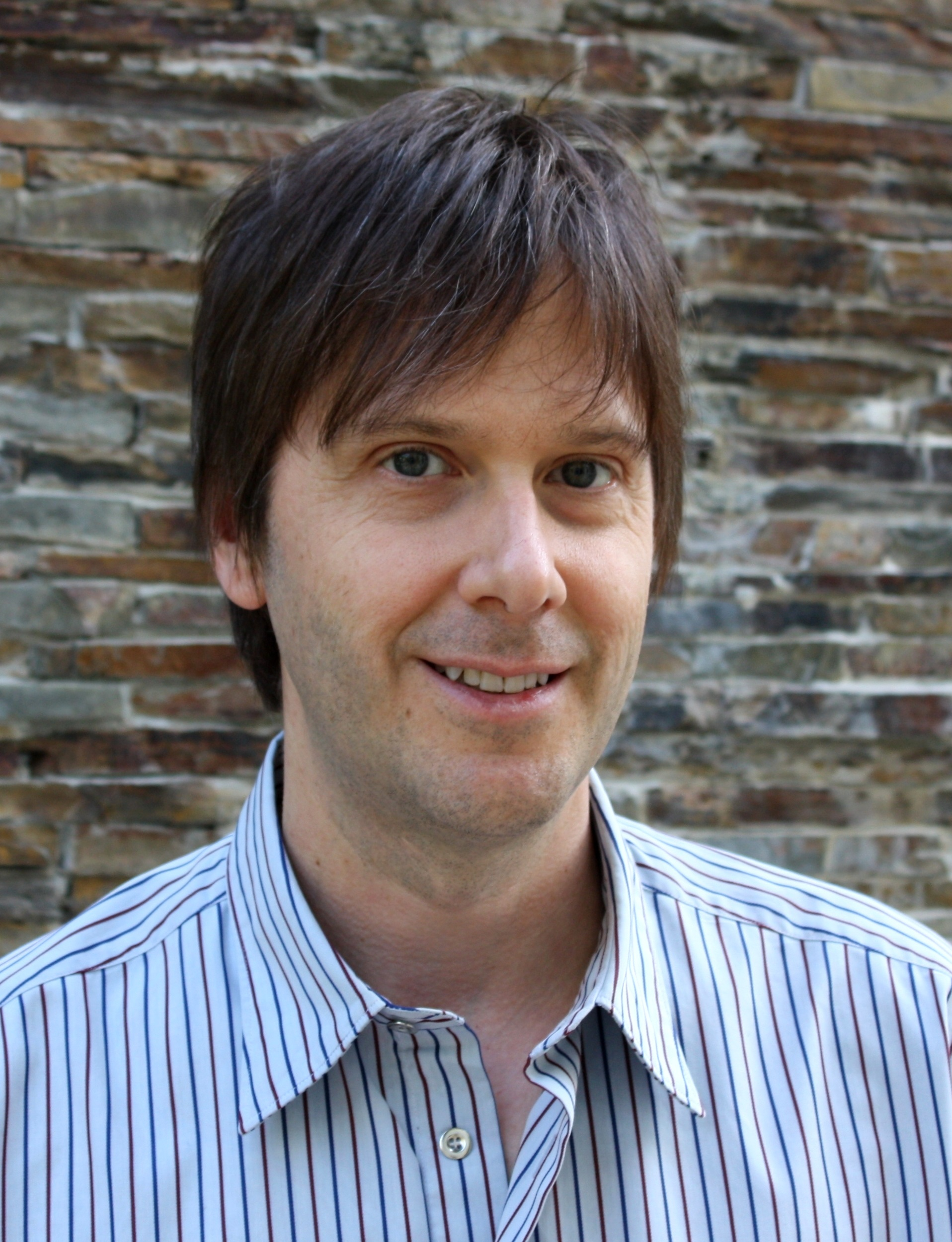
Mark Cerny (ici en 2010), vice-président de la société Universal Interactive Studios et producteur exécutif de Crash Bandicoot.

### Univers
Crash Bandicoot est axé sur le thème de la jungle tropicale. Le héros doit traverser les trois îles de l'archipel fictif des îles Wumpa, situé au sud-est de l'Australie, à savoir : l'île de N. Sanity, une île accueillante qui abrite une tribu d'indigènes ; l'île Wumpa, le plus grand territoire de l'archipel au climat tout aussi tropical, abritant un grand arbre, une ville envahie de lézards et une mine volcanique ; et l'île Cortex, un territoire hostile appartenant aux antagonistes du jeu, transformé en forteresse et pollué par les déchets toxiques. C'est sur cette île que Cortex a placé son château et réalise ses expériences,,.

### Personnages
Le protagoniste principal est Crash Bandicoot, un marsupial orange (le Bandicoot rayé de l'Est ou Péramèle à long nez de l'est), capturé par le Docteur Neo Cortex qui voulait faire de lui le chef de son armée d'animaux mutants. Rejeté par Cortex car le Rayon-Evolvo n'a pas réussi à prendre le contrôle du bandicoot, Crash s'est donné pour mission de contrecarrer les plans de Cortex et de sauver Tawna, une femelle bandicoot détenue par le savant fou. Crash est aidé dans sa quête par Aku Aku, un masque sorcier qui le guide et le protège du mal.
L'antagoniste principal du jeu est le Docteur Neo Cortex, un scientifique mégalomane qui souhaite créer une armée d'animaux afin de conquérir le monde. Il est aidé par son bras droit et meilleur ami, le Docteur Nitrus Brio, qui met au point le Rayon-Evolvo et le Cortex-Vortex qui permettent de transformer les animaux en mutants et de les mettre sous le contrôle de Cortex. Il est également l'inventeur du liquide Mutagène, qui lui permet de se transformer pendant un temps limité en monstre une fois qu'il l'a bu.
D'autres antagonistes secondaires tenteront de barrer le chemin de Crash, comme Papu Papu, le chef de la tribu indigène de l'île de N. Sanity ; celui-ci est paresseux, obèse et déteste qu'on le dérange pendant sa sieste. Il y a également les sbires de Cortex modifiés par le Rayon-Evolvo, comme Ripper Roo, un kangourou qui est la première expérience de Cortex, et donc la moins réussie, un amateur d'explosifs TNT complètement fou et riant en permanence ; Koala Kong, un koala dont la musculature a été excessivement développée par le Rayon-Evolvo, mais très peu intelligent ; et Pinstripe Potoroo, l'expérience la mieux réussie de Cortex, à l'intelligence très développée et représenté comme un parrain de la Mafia armé d'une mitrailleuse,,.

### Scénario
L'histoire du jeu se déroule sur un archipel de trois îles au sud-est de l'Australie, toutes détenues par le maléfique Docteur Neo Cortex. Avec l'aide de son vieil ami, l'ingénieux Docteur Nitrus Brio, il crée le Rayon-Evolvo, une machine dont ils se servent pour transformer les différents animaux vivant sur l'archipel en bêtes à la force surhumaine. Un de leurs sujets d'expérience était un paisible bandicoot, Crash, dont Cortex avait prévu de faire le chef militaire de son armée d'animaux-soldats,. Malgré les avertissements du Docteur Brio, Cortex soumet Crash au Cortex-Vortex, une machine qui n'a pas été testée, afin de le mettre sous son contrôle. Cependant, l'expérience se solde par un échec, le Vortex rejetant Crash,. Voyant que Crash est indigne de son armée de super-animaux, Cortex chasse le bandicoot en le jetant d'une fenêtre du château, ce dernier tombant ainsi dans l'océan. Après le départ de Crash, Cortex prépare Tawna, une femelle bandicoot, comme sujet de son expérience.
Lorsqu'il était en captivité, Crash s'était attaché à Tawna, et est résolu à vaincre Cortex, nettoyer la pollution qu'il a causée et sauver Tawna. Depuis la plage de l'île de N. Sanity, Crash commence son voyage à travers la jungle à proximité et escalade le mur d'une gigantesque forteresse en bois, habitée par une tribu indigène,. Crash entre alors dans la hutte de Papu Papu, le chef de la tribu, et est contraint de le battre, l'indigène attaquant le bandicoot qui l'a réveillé de sa sieste par inadvertance. Monté sur le dos d'un porc sauvage, Crash échappe aux villageois qui le poursuivent et franchit le mur opposé de la forteresse,. De là, Crash arrive sur la deuxième île de l'archipel, l'île Wumpa, abandonnée depuis longtemps et où il n'y a rien de plus qu'une jungle, un grand arbre, une ville infestée de lézards, des ponts délabrés au sommet des montagnes et les ruines d'un ancien temple,,,,. Cependant, ayant appris que Crash se fraie un chemin à travers les îles, Cortex poste un autre de ses mutants évolués, le kangourou fou Ripper Roo sur l'île Wumpa, dans un temple situé à la source d'un ruisseau. Crash parvient à traverser la rivière et, après avoir évité les griffes acérées de Ripper Roo, élimine le kangourou à la suite d'une cascade d'explosions due à la présence d'un grand nombre de caisses TNT dans le secteur, puis traverse sans encombre la ville infestée de lézards et les temples,,,. Crash est ensuite confronté à un autre des mutants de Cortex, le puissant Koala Kong, dans une cave minière volcanique, mais parvient à le vaincre en déviant des pierres sur lui et arrive sur l'île de Cortex.
Crash entre alors dans la centrale électrique de Cortex. En plus d'être le lieu de détention de bon nombre de cobayes de Cortex et d'être la source d'énergie du château de celui-ci, la centrale est à l'origine de la pollution, de l'écoulement de déchets radioactifs dans l'océan, détruisant au passage la flore avoisinante,,. Crash se fraie un chemin afin de passer le gigantesque mur protégeant l'intérieur de la machinerie, puis emprunte les couloirs principaux de l'usine menant à une salle du générateur avant d'arriver à la salle des opérations de déversement des déchets toxiques,,,. Au cœur de l'usine, Crash rencontre et affronte le directeur de la centrale de Cortex, le mutant Prinstripe Potoroo. Bien qu'armé d'un pistolet mitrailleur, Pinstripe est finalement jeté par la fenêtre par Crash, et ses balles perdues endommagent le cœur de la centrale de Cortex, qui est ainsi détruite, entraînant l'arrêt de la pollution. Le château de Cortex étant inaccessible par le pont d'entrée, Crash utilise la fenêtre qu'il avait auparavant fracassée pour escalader la tour du bâtiment malgré un temps orageux,. Après s'être frayé un chemin à travers les couloirs sombres et les nombreuses machines du château, Crash est confronté au Docteur Nitrus Brio, dans son laboratoire,. Après avoir attaqué Crash en lui ayant lancé diverses fioles contenant des produits chimiques, Nitrus Brio se transforme en monstre après avoir ingéré le contenu de l'une d'entre elles, mais est vaincu également par Crash. Le château est alors incendié par les produits chimiques utilisés par Nitrus Brio, mais Crash parvient à s'échapper de la tour du laboratoire. Comme le bâtiment brûle également à sa base, Crash réussit à se hisser sur le dirigeable de Cortex, où il rencontre le savant fou. Cortex attaque le bandicoot avec un pistolet à plasma, mais ce dernier renvoie les projectiles contre lui, faisant tomber Cortex du dirigeable et entraînant sa mort. Crash ayant retrouvé Tawna, les deux bandicoots s'échappent du château en feu avec le dirigeable de Cortex. Si Crash a obtenu toutes les gemmes du jeu, il peut éviter le combat contre Cortex en empruntant un couloir le menant à la Grande Salle, ce qui lui permet de s'échapper avec Tawna du château de Cortex sans avoir à l'affronter.

## Système de jeu

### Fonctionnement des niveaux

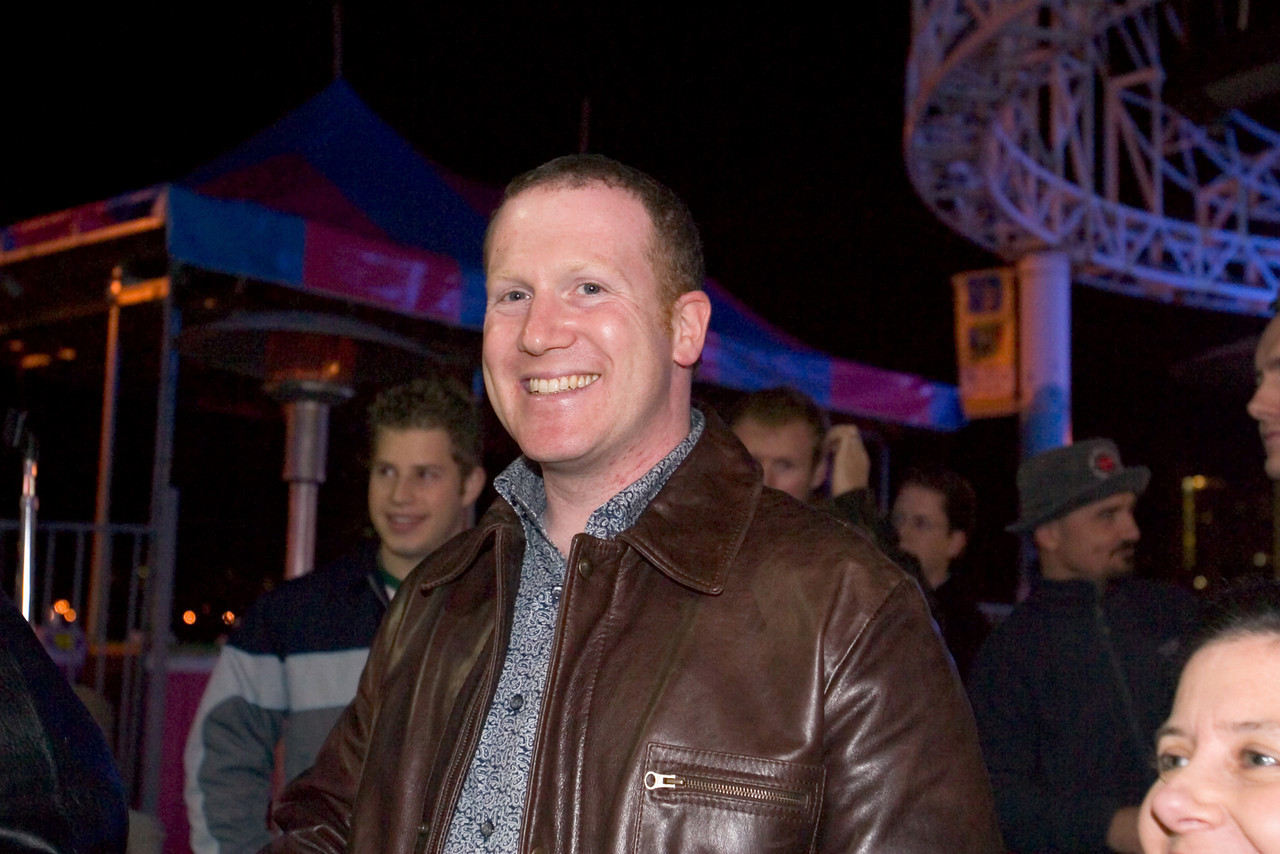
Andy Gavin, le cofondateur de Naughty Dog et de la série Crash Bandicoot.

Crash Bandicoot est un jeu de plates-formes dans lequel le joueur contrôle Crash Bandicoot qui doit traverser les trois îles Wumpa, vaincre son créateur, le Docteur Neo Cortex et sauver Tawna, une femelle bandicoot. Le jeu est divisé en trente-deux niveaux que le joueur doit traverser successivement. Le joueur a accès à chaque niveau à partir d'une carte de l'île dans laquelle il se trouve. Dans chaque niveau, Crash peut trouver dans les caisses des jetons spéciaux, qui représentent le visage de Tawna, de Cortex, ou du Docteur Nitrus Brio. Lorsque trois jetons sont recueillis, l'action à l'écran se fige et Crash est automatiquement téléporté dans une zone bonus. Dans ces zones bonus, le joueur doit briser un maximum de caisses contenant des fruits Wumpa et des objets spéciaux, comme des clefs permettant d'accéder à des niveaux cachés. Si Crash tombe dans le vide dans la zone bonus, il retourne à l'endroit où il se trouvait avant d'être téléporté dans la zone et ne perd pas de vie. Crash retourne également à ce même endroit s'il parvient à traverser entièrement la zone bonus. Dans ce cas, le joueur pourra sauvegarder la partie si c'est une zone bonus correspondant aux jetons de Tawna, ou obtenir une clef ouvrant un niveau caché si la zone bonus correspond aux jetons de Cortex. Si le joueur termine un niveau sans perdre une vie, un écran appelé Stage Clear apparaît et lui indique si des objets spéciaux ont été trouvés dans le niveau traversé, le nombre de caisses détruites et, le cas échéant, le nombre de caisses manquées. Si une vie a été perdue lors de la traversée du niveau, le joueur est simplement renvoyé à la carte de l'île. Si le joueur parvient à terminer le niveau sans perdre de vie et en détruisant toutes les caisses, il obtient une gemme, qui peut être soit grise, soit de couleur. Les gemmes de couleur permettent d'entrer dans de nouvelles zones dans les niveaux déjà parcourus, zones qui étaient inaccessibles précédemment ; à la fin de ces zones, une gemme peut être collectée.

### Vies et capacités de Crash
Crash commence le jeu avec quatre vies. Une vie peut être gagnée en collectant cent fruits Wumpa (trouvés un peu partout dans les niveaux) ou en cassant une caisse renfermant une vie. Lorsqu'il est frappé par un ennemi ou tombe dans un trou ou dans l'eau, il perd une vie, et toutes les caisses détruites auparavant réapparaissent dans le niveau. Lorsque le joueur n'a plus de vie, la partie est terminée. Cependant, il est possible de continuer le jeu en sélectionnant Yes sur l'écran de fin de partie. Ainsi le joueur reprend ladite partie avec à nouveau quatre vies à sa disposition et en partant du début du dernier niveau visité (même s'il avait précédemment passé un checkpoint dans le niveau, si Crash perd toutes ses vies, il doit recommencer du début du niveau). Crash peut sauter dans les airs et atterrir sur un ennemi, peut effectuer une tornade pour frapper un ennemi et l'envoyer hors de l'écran. Ces techniques peuvent être utilisées pour battre la plupart des ennemis de Crash et ouvrir les caisses éparpillées dans les niveaux.

### Caisses
Les caisses jouent un rôle de premier plan dans Crash Bandicoot. Elles peuvent être détruites avec la tornade ou le saut de Crash. Chaque caisse contient des éléments utiles ou augmente la mobilité de Crash. Bien que la plupart des caisses contiennent des fruits Wumpa, d'autres contiennent un masque de sorcier Aku Aku, qui sert de bouclier à Crash lorsqu'il est frappé par un ennemi. Si trois masques sont collectés, Crash devient invincible pendant une courte durée. Les caisses marquées d'une flèche pointant vers le haut permettent de sauter à des hauteurs inaccessibles avec un saut normal, et ne peuvent être détruites qu'avec la tornade de Crash, si elles ne sont pas en acier. Les caisses marquées d'un point d'exclamation, une fois activées à la suite d'un contact physique avec Crash, permettent de solidifier toutes les structures en forme de caisses à proximité et les caisses TNT explosent trois secondes après que Crash saute dessus. Enfin, les checkpoints permettent à Crash de retourner à l'endroit où la dernière caisse a été ouverte lorsqu'il perd une vie (s'il n'en a pas encore ouverte, il reprend au début du niveau).

## Développement

### Conception

#### Création du conceptCrash Bandicoot

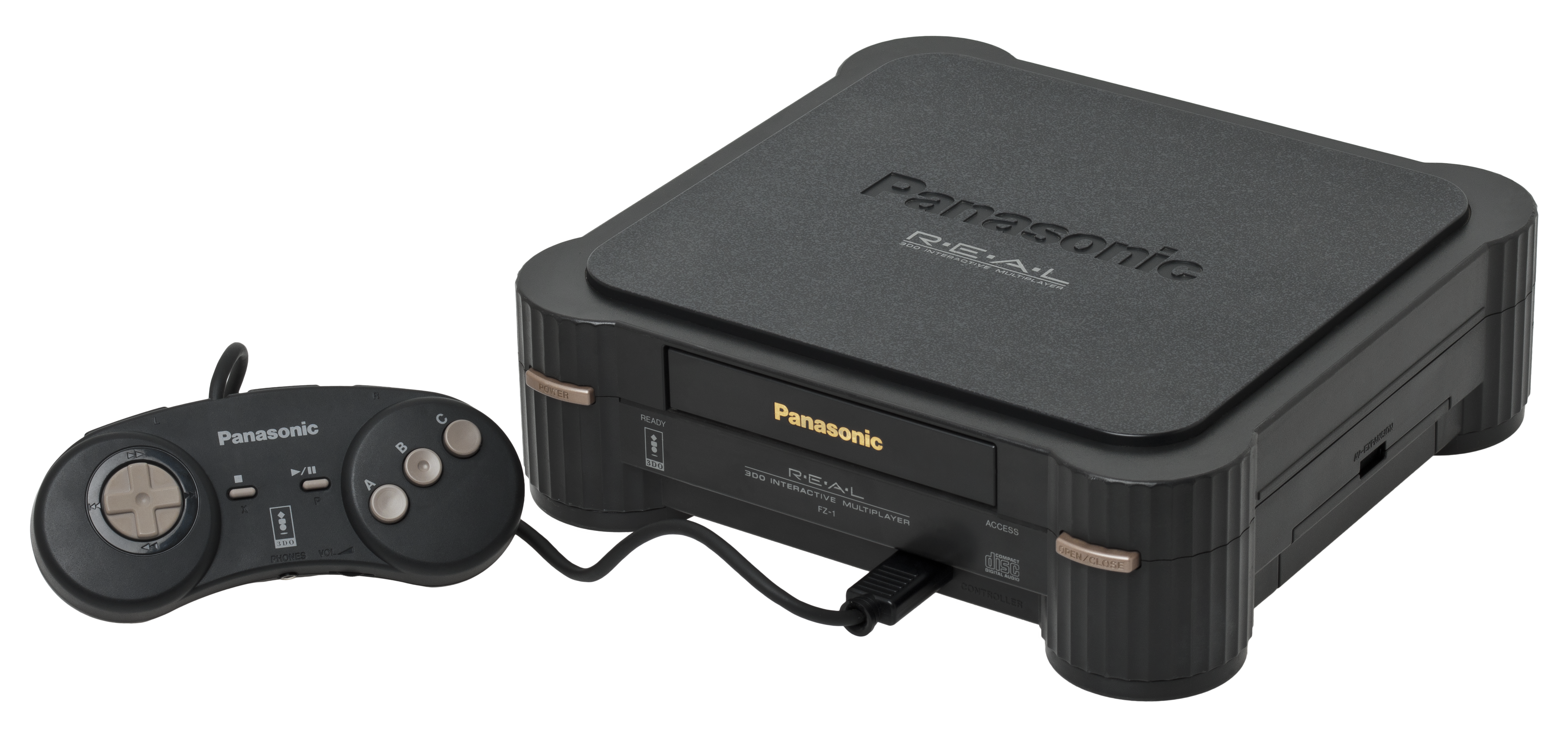
La 3DO Interactive Multiplayer, console utilisée pour Way of the Warrior, le dernier jeu de Naughty Dog, n'a pas été choisie par le développeur américain en raison de son incapacité à générer des images en trois dimensions et de sa faible popularité.

Alors que Naughty Dog présente son nouveau jeu, Way of the Warrior, à Mark Cerny, le vice-président d'Universal Interactive Studios, ce dernier propose au développeur américain un contrat pour la conception de trois jeux supplémentaires. En août 1994, Jason Rubin et Andy Gavin déménagent les locaux de Naughty Dog de Boston dans le Massachusetts à Los Angeles en Californie. Avant le déménagement, Rubin et Gavin embauchent leur premier employé, Dave Baggett, ami de Gavin alors qu'ils faisaient leurs études au Massachusetts Institute of Technology. Bagget ne commence à travailler à temps plein qu'en janvier 1995. Pendant le déménagement, Rubin et Gavin étudient avec intérêt les jeux vidéo d'arcade et remarquent que les jeux de course, de combat et de tir ont commencé leur transition vers le rendu en trois dimensions. Sentant qu'une opportunité est à saisir, ils se tournent vers leur genre de jeux vidéo préféré, celui dans lequel l'action du personnage est axée sur les plates-formes, et se demandent à quoi un jeu de cette catégorie en trois dimensions ressemblerait. Dans une telle perspective, le joueur regarderait non plus le profil mais l'arrière du personnage, et les deux fondateurs de Naughty Dog décident par plaisanterie de nommer leur hypothétique projet de jeu Sonic's Ass Game,. La technologie de base pour Crash Bandicoot et les autres jeux de la série est conçue dans son ensemble quelque part près de la ville de Gary, dans l'Indiana et la rigoureuse théorie du jeu est créée dans le Colorado. Leur précédent design de jeu, nommé  Al O. Saurus and Dinestein, basé sur un jeu à défilement latéral dans un contexte de voyage dans le temps et de scientifiques capables de fusionner avec des dinosaures, est ensuite jeté à la poubelle, ce qui vaudra aux deux programmateurs une lourde amende.
En août 1994, Naughty Dog emménage dans les locaux d'Universal Interactive Studios et les dirigeants du développeur américain s'entretiennent avec Mark Cerny. Le groupe approuve entièrement l'idée du Sonic's Ass Game et débat sur le système qui accueillerait le futur jeu vidéo. Il est décidé que les consoles 3DO Interactive Multiplayer, Jaguar, 32X et Saturn sont des options insatisfaisantes en raison de la faiblesse des ventes des jeux sur ces consoles et des unités de développement de ces systèmes, jugées « maladroites ». L'équipe choisit alors de développer le jeu pour PlayStation, la console de Sony, considérant que la machine de l'entreprise japonaise est « sexy » et qu’elle manque d'un personnage pouvant jouer le rôle de mascotte. Après avoir signé un accord de développement avec Sony, Naughty Dog dépense 35 000 dollars pour obtenir une unité de développement pour PlayStation et reçoit l'appareil en septembre 1994,.

#### Naissance des personnages

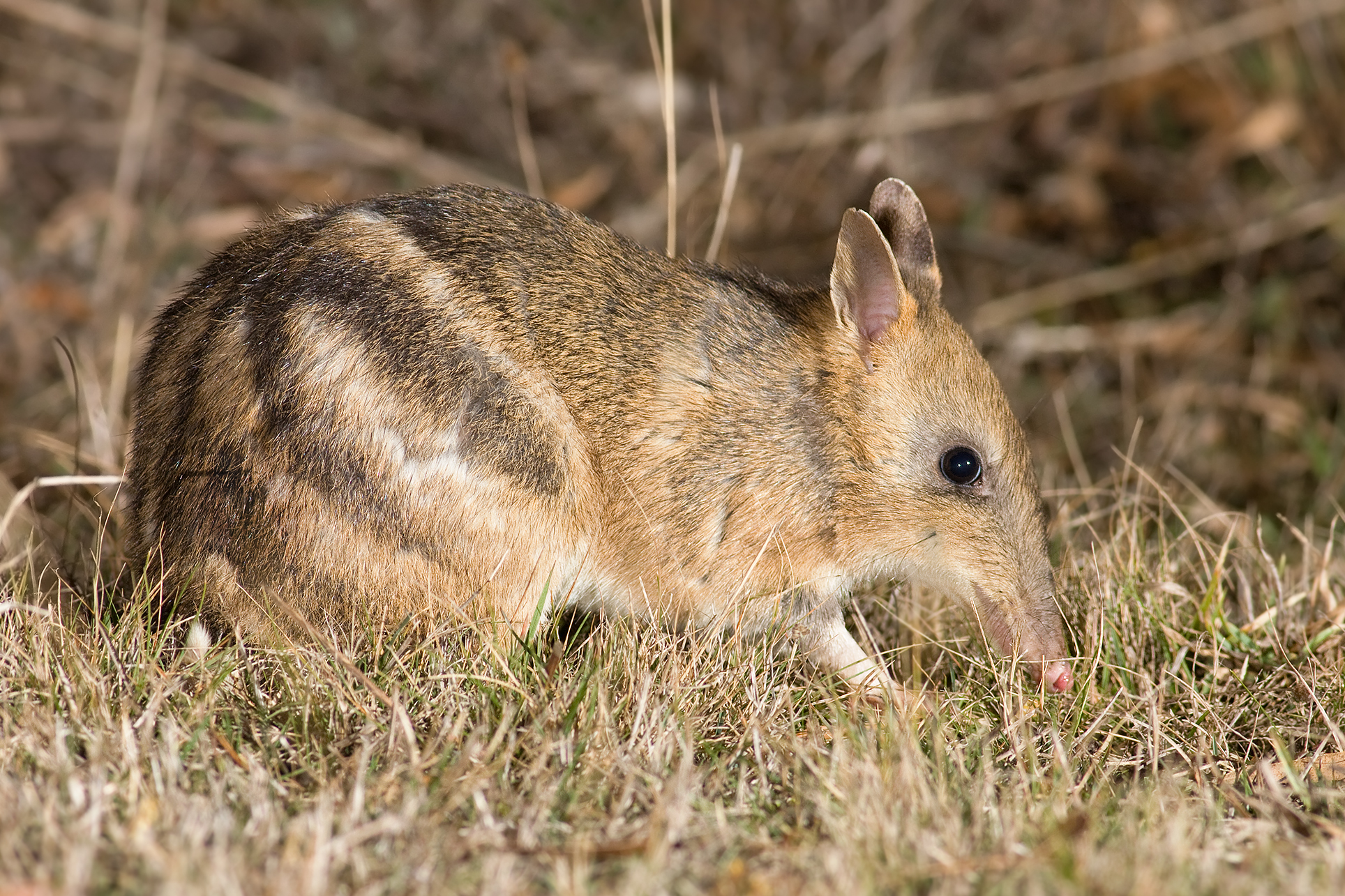
Le bandicoot, un petit mammifère d'Australie, a inspiré la création de Crash.

Avant le développement de Crash Bandicoot, Naughty Dog souhaite faire ce que les studios Sega et Warner Bros. ont fait lors de la conception de leurs personnages respectifs, Sonic et Taz, et ainsi créer un personnage issu d'un animal qui est « réel, mignon, mais dont personne ne savait grand chose ». L'équipe de développement achète alors un guide sur les animaux de Tasmanie et sélectionne le wombat, le potoroo et le bandicoot. Gavin et Rubin nomment temporairement leur projet de personnage vedette du jeu Willie the Wombat. Ce nom n'a pas pour vocation à être définitif car les développeurs le jugent « ringard » ; de plus, il est déjà utilisé pour un autre projet, qui ne concerne pas le domaine des jeux vidéo. En octobre 1994, le bandicoot est choisi pour être la base du personnage principal du jeu, mais est toujours nommé Willie the Wombat, le nom définitif n'ayant toujours pas été choisi. Il est ensuite décidé que le personnage serait muet, car l'équipe de développement considère que les voix des anciens personnages de jeux vidéo sont « faibles, négatives, et éloignées de l'identification que l'on doit avoir avec les personnages ». Afin de concevoir Crash Bandicoot, le héros du jeu, Naughty Dog souhaite réaliser des croquis du personnage éprouvant différentes émotions, ainsi plus de vingt attitudes différentes ont été données au marsupial. Jason Rubin explique ce choix car il souhaitait que Crash ait une histoire, un passé et des sentiments, éléments que d'autres héros de jeux vidéo, comme Sonic ou Mario ne possèdent pas. De plus, le développeur américain a souhaité que Crash soit « tout l'opposé des héros clichés ou classiques ». Initialement, Naughty Dog a conçu le marsupial comme étant un personnage gros et bête, avec de grands yeux, puis un personnage très laid, de grande taille, avec une crête, avant de le concevoir avec un bandeau. Après deux mois de travail, Crash obtient sa forme définitive,.

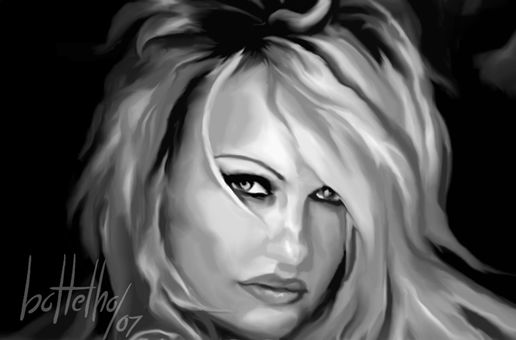
Selon Naughty Dog, Tawna est la réplique de Pamela Anderson avec un cerveau.

L'antagoniste principal du jeu est créé alors que Gavin, Rubin, Baggett et Cerny mangeaient dans un restaurant italien à proximité des studios d'Universal. Gavin se figurait « un diabolique génie du mal avec une grosse tête », qui laissait percevoir sa personnalité de par « son attitude et avec ses sbires ». Rubin, qui était alors fan de la série de dessins-animés Minus et Cortex, imaginait quant à lui « un cerveau plus malveillant » et des sbires inspirés des personnages ambigus du film Qui veut la peau de Roger Rabbit. Dès lors que Gavin a réalisé une « voix idiote et méchante » afin de décrire l'attitude et la personnalité du personnage, le nom de l'antagoniste, Docteur Neo Cortex, a été formulé instantanément.
Naughty Dog dote ensuite Cortex d'un bras droit, le Docteur Nitrus Brio, un humanoïde effacé par l'assurance de Cortex, mais qui pallie l'insuffisance de sentiments et de compétence de ce dernier. Ripper Roo a été créé pour montrer les dangers du Cortex-Vortex, de façon humoristique. Il a été l'occasion pour Naughty Dog d'étudier la technique du chevauchement d'actions consécutives. Pinstripe Potoroo est inspiré du film Le Parrain de Francis Ford Coppola et Koala Kong a été conçu avec pour objectif de créer le contraire de ce qu'est habituellement un koala. Tawna est inspirée du rôle de Pamela Anderson dans la série Alerte à Malibu. La première version de Tawna a été censurée par Universal Interactive Studios en raison de sa plastique jugée trop provocante. Si elle est redessinée par la suite, elle sera retirée des opus suivants de la série. Enfin, Papu Papu a été conçu dans l'optique d'animer un énorme ventre branlant afin de renforcer le côté humoristique du jeu.

#### Création des décors
Afin de faciliter l'aspect visuel de la conception de Crash Bandicoot, Naughty Dog recrute Charles Zembillas et Joe Pearson d'American Exitus et des réunions sont tenues toutes les semaines dans le but de créer de nouveaux personnages et décors,. Le personnage principal étant un animal vivant en Tasmanie, il est décidé que le jeu se déroulerait sur une île mystérieuse où tous les types d'environnements possibles pourraient être trouvés, avec l'idée qu'un mauvais génie comme le Docteur Néo Cortex vivrait dans une forteresse insulaire. Sur la création des niveaux pour le jeu, Pearson esquisse chaque environnement, puis conçoit par la suite des éléments supplémentaires pour chacun d'entre eux. Pearson souhaite des formes organiques, que le regard soit envahi par le jeu et cherche à éviter les lignes droites et les angles à quatre-vingt-dix degrés. En janvier 1995, Jason Rubin commence à s'inquiéter du ratio programmeur à artiste et engage Bob Rafei et Taylor Kurosaki afin de compléter l'équipe artistique,. Un artiste de Naughty Dog dessine tous les objets uniques à l'arrière-plan avant qu'ils ne soient modélisés tandis que d'autres artistes du développeur américain sont chargés de faire le meilleur emploi des textures et de réduire la quantité de géométrie. Les éléments sombres et clairs sont juxtaposés pour créer un intérêt visuel et une géométrie séparée. Les artistes de Naughty Dog se sont ainsi assurés que les niveaux du jeu sont jouables uniquement avec la lumière des décors. L'utilisation correcte des couleurs est également un objectif important pour le développeur américain, par exemple, des couleurs qui s'accentuent mutuellement sont utilisées pour les niveaux Lost City and Sunset Vista. Enfin, l'intérieur du château de Cortex est conçu afin de refléter l'esprit tordu du savant fou.

### Production

#### Graphismes

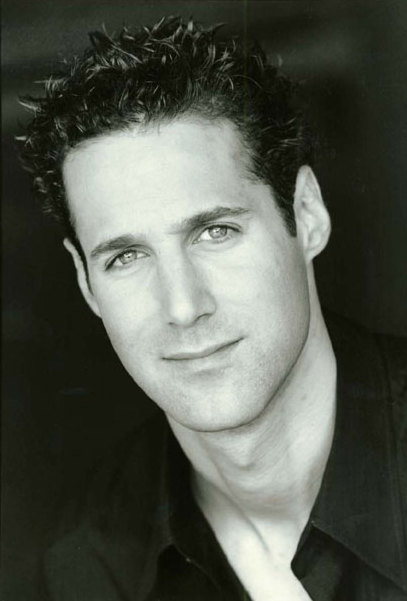
Jason Rubin (ici en 2003), le cofondateur de Naughty Dog et de la série Crash Bandicoot.

La PlayStation a un mode vidéo de 520 x 240 pixels qui utilise de la mémoire normalement utilisée pour les textures, mais qui est également efficace dans le rendu des polygones ombrés sans texture. Jason Rubin souligne à ce titre que si les polygones utilisés pour les personnages ont peu de pixels, alors le rendu par ombrage est de meilleure qualité que par texturage. Ainsi, le nombre de polygones a été privilégié par rapport à la texture, ce qui a permis aux programmeurs de contourner les distorsions de texture et les limitations de clipping de la PlayStation. Afin de faire ressembler le jeu à un dessin animé, la méthode de l'interpolation de forme a été utilisé au détriment de celle du rigging avec une seule articulation de pondération, ce qui a permis aux programmeurs d'utiliser trois à quatre articulations de pondération disponibles avec le système PowerAnimator. La PlayStation étant incapable de calculer cela en temps réel, l'emplacement de chaque sommet a été stocké dans chaque image à trente images par seconde. Andy Gavin, Dave Baggett et Mark Cerny tentent alors d'inventer un compresseur en langage d'assemblage afin de faire tenir tout cela dans la mémoire : la version de Cerny, bien qu'étant la plus compliquée, est la plus réussie des trois.
Afin d'obtenir les mondes vastes et détaillés de Crash Bandicoot, Jason Rubin, Andy Gavin et Dave Baggett ont recherché les calculs de visibilité des jeux vidéo qui ont suivi Doom et ont conclu que l'extension des pré-calculs de visibilité permettrait au jeu de rendre un plus grand nombre de polygones. À la suite de l'expérimentation du contrôle de la caméra en libre-itinérance, l'équipe utilise une caméra fixée sur des rails, de côté, devant ou derrière le personnage, généralement dans sa direction, se déplaçant ainsi sur une piste à travers l'univers de Crash. Étant donné que seuls 800 polygones pouvaient être visibles à l'écran, des parties de paysages du jeu sont cachées par des arbres, des falaises, des murs et des virages présents dans l'environnement. La production a utilisé une suite d'outils entièrement sur station de travail Silicon Graphics et système d'exploitation IRIX, au prix de 100 000 dollars au lieu d'ordinateurs standards à 3 000 dollars, ce qui était la norme à l'époque. Gavin a créé des textures procédurales afin de pallier le manque de mémoire disponible pour la texture. Pendant ce temps, Baggett a créé un compresseur bidirectionnel qui lui aurait permis de réduire la taille des niveaux, passant de 128 mégaoctets à 12 mégaoctets dans certains cas, leur permettant ainsi d'être compatibles avec les deux mégaoctets de mémoire vive de la PlayStation. Les niveaux du jeu se sont révélés si grands que le niveau de test initialement créé ne pouvait pas être chargé avec PowerAnimator et a dû être découpé en seize morceaux. Chaque morceau prenait environ dix minutes pour se charger sur une machine de 256 mégaoctets. Pour remédier à cette situation, Baggett a conçu le DLE, un outil de conception de niveaux où les composants des niveaux sont saisis dans un fichier de texte, avec une succession de dix à quinze couches provenant d'Adobe Photoshop indiquant comment les portions de niveaux devaient être combinées. Pour coder le système de jeu et les personnages de Crash Bandicoot, Andy Gavin et Dave Baggett ont développé le langage de programmation Game Object Oriented LISP (GOOL), en utilisant la syntaxe LISP,.

#### Conception des niveaux
Les deux premiers niveaux de tests créés pour Crash Bandicoot ne sont pas intégrés dans la version finale du jeu car jugés trop ouverts et comportant trop de polygones. Au cours de l'été 1995, l'équipe de développement se concentre sur la création de niveaux aussi bien fonctionnels qu'amusants ; elle utilise les niveaux de l'usine de Cortex pour expérimenter en ce sens, ainsi le réglage mécanique permet à l'équipe de renoncer au complexe et organique design de la forêt, et de distiller les deux principaux axes du gameplay définis par l'équipe. Les deux premiers niveaux rendus opérationnels, Heavy Machinery et Generator Room utilisent un système de jeu en 2,5 dimensions et présentent les techniques de bases utilisées dans Donkey Kong Country, comme les trous dans le sol, les plates-formes, les coussins gonflables, les tuyaux chauffants et les ennemis qui se déplacent d'avant en arrière, le tout étant arrangé dans des situations de plus en plus difficiles tout au long de la progression du jeu. Le saut et le tourbillon de Crash sont affinés dans ces deux niveaux. Le niveau Cortex Power intègre le point de vue qu'ils avaient surnommé Sonic's Ass, où la caméra se situe derrière le personnage, utilisé par la suite dans les deux niveaux de tests. Après avoir travaillé sur ces trois niveaux, le premier niveau opérationnel utilisant le thème de la jungle, Jungle Rollers, est conçu à partir de morceaux du premier niveau de test, au moment où celui-ci était défaillant, et de couloirs situés entre les arbres. Ensuite, deux à trois niveaux sont développés pour chaque thème d'environnement créé, le premier niveau comportant un ensemble de défis introductifs et les suivants ayant des obstacles supplémentaires, comme des plates-formes mobiles ou instables dans le deuxième niveau du thème de la jungle, afin d'augmenter la difficulté du jeu.
Tout en jouant à Crash Bandicoot au cours de son développement, Jason Rubin réalise qu'il y a beaucoup de zones vides dans les niveaux en raison de l’incapacité de la PlayStation à générer simultanément plusieurs ennemis à l'écran. En outre, les joueurs testeurs résolvent trop rapidement les énigmes du jeu. Pour tenter de remédier à cette situation, les fruits Wumpa sont créés en trois dimensions par l'intermédiaire d'une série de textures, sans être toutefois suffisamment passionnants selon lui. Alors, un samedi de janvier 1996, Andy Gavin code les caisses, pendant que Jason Rubin modélise quelques caisses de base ainsi qu'une caisse TNT en pleine explosion, réalisant ainsi quelques textures rapides. Les premières caisses sont intégrées au jeu six heures plus tard, et bien d'autres sont placées dans les jours qui suivent,.

### Post-production

#### Préparation du jeu pour l'Electronic Entertainment Expo
En septembre 1995, Andy Gavin et Taylor Kurosaki passent deux jours à réaliser un petit film de démonstration de Crash Bandicoot, d'une durée de deux minutes, et le donnent à un ami qui le montrerait à Sony Computer Entertainment. L'éditeur américain apprécie cette démonstration, mais les problèmes internes font que l'accord de publication entre Sony et Universal Interactive Studios n'est signé qu'en mars 1996. Cette version n'est divulguée au public sur Internet qu'en octobre 2011,,. Lors de la préparation de la démonstration du jeu pour l’Electronic Entertainment Expo, qui a lieu à Los Angeles du 16 au 18 mai 1996, l'équipe décide enfin de nommer le personnage principal du jeu du nom de Crash Bandicoot, patronyme inventé par Dave Baggett et Taylor Kurosaki,. Le nom du personnage est basé sur ses origines animales et son obsession à détruire des caisses. Les noms Dash, Smash et Bash ont également été envisagés,. Le directeur commercial d'Universal Interactive Studios a insisté pour que le jeu et son personnage principal soient nommés Wuzzle, Wez, Wezzly the Wombat, ou encore Ozzie the Ottsel, mais le nom de Crash Bandicoot a été choisi après que Naughty Dog a menacé de quitter la production du jeu. Le directeur commercial a également contesté le personnage de Tawna en raison de son aspect sexiste.
Universal Interactive Studios souhaitant récupérer la licence Crash Bandicoot, il a été initialement signifié à Naughty Dog que celui-ci n'était pas autorisé à venir à l'Electronic Entertainment Expo. De plus, il y a eu une fuite des copies du couvercle temporaire de la boite de jeu et des documents de presse de l'Electronic Entertainment Expo, sur lesquels le logo de Naughty Dog, contrairement à ce qui était stipulé sur le contrat entre le développeur et le distributeur américains, n'avait pas été inséré. En réponse à cette provocation de la part d'Universal Interactive Studios, Jason Rubin rédige et imprime 1 000 exemplaires d'un document intitulé « Naughty Dog, créateur et développeur de Crash Bandicoot » afin de promouvoir le jeu et son créateur au salon américain du jeu vidéo. Un exemplaire a auparavant été envoyé à la direction du distributeur américain, ce qui a suscité la colère de son président. Finalement, Crash Bandicoot a été présenté à l'Electronic Entertainment Expo et a fait l'objet de réactions enthousiastes,.

#### Bande-son

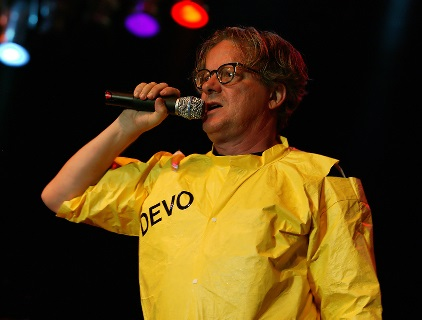
Mark Mothersbaugh (ici en 2006), compositeur de la musique de Crash Bandicoot.

La musique de Crash Bandicoot a été réalisée à la dernière minute et a été intégrée au jeu juste avant l'Electronic Entertainment Expo. Le producteur d'Universal Interactive Studios a proposé que plutôt de réaliser une bande-son classique, conforme à ce que l'on peut attendre d'un jeu vidéo, Andy Gavin pourrait créer une « symphonie chaotique urbaine » où l'on entendrait des sons aléatoires qui seraient combinés entre eux, comme des chants d'oiseaux, des klaxons, des grognements et des flatulences. Après avoir rejeté cette proposition, Naughty Dog a été présentée à la société Mutato Muzika, dirigée par son fondateur, Mark Mothersbaugh. Ce dernier et Josh Mansell ont finalement composé la musique du jeu, Dave Baggett étant chargé de la production de la bande-son. Les effets sonores ont été conçus par Mike Gollom, Ron Horwitz et Kevin Spears d'Universal Sound Studios.
Dans la version anglophone du jeu, Brendan O'Brien effectue les voix de tous les personnages du jeu étant dotés d'une voix, c'est-à-dire Crash Bandicoot, le Docteur Neo Cortex et le Docteur Nitrus Brio. Dans la version japonaise, ces trois voix sont respectivement interprétées par Kappei Yamaguchi, Shōzō Iizuka et Mitsuru Ogata. La version japonaise utilise également une musique différente pour quatre combats du jeu, ceux contre Koala Kong, Pinstripe Potoroo, Brio et Cortex.

#### Différences entre les versions

##### Version de développement
Le jeu a subi de nombreuses modifications avant sa commercialisation. En effet, l'écran de démarrage du jeu lors de son développement est radicalement différent de celui de la version finale. La carte de l'île avec laquelle le joueur sélectionne un niveau est à l'origine en deux dimensions, avec en bas à droite de l'écran une représentation de Aku Aku. Dans cette même version, les gemmes que collecte Crash ne sont pas intégrées ; dès lors, les zones cachées des niveaux n'existent pas non plus. De même, les caisses TNT n'affichent pas de compte à rebours avant leur explosion et les plates-formes de fin de niveaux n'émettent pas de lumière jaune. De plus, Crash a la bouche fermée alors que, dans la version commercialisée, il montre systématiquement ses dents. Les fruits Wumpa n'existent pas non plus : dans la version de développement, Crash collecte des fruits différents, comme des fraises, des ananas et des pommes. L'une des différences majeures avec la version finale est le fait que trois niveaux n'ont pas été intégrés : deux d'entre eux sont des niveaux où Crash doit monter ou descendre une colline près d'une cascade et le troisième situe Crash dans une caverne,,. Un autre niveau de développement n'a pas été intégré à la version finale du jeu mais est accessible via un code action replay. Ce niveau, nommé Stormy Ascent, a été découvert treize ans après la sortie du jeu et reprend l'univers du niveau Slippery Climb dans lequel Crash doit monter une série d'escaliers parsemées d'embûches. Ce niveau a été retiré en raison de son extrême difficulté.

##### Différences entre les versions européenne et américaine
Les versions européenne (PAL) et américaine (NTSC) de Crash Bandicoot comptent peu de différences entre elles. Dans la version européenne, lors du combat contre Ripper Roo, ce dernier saute plus lentement et il n'y a qu'une seule caisse Checkpoint dans le niveau The Lab, au lieu de deux dans la version américaine. Enfin, dans le niveau The Lost City, Crash peut franchir un mur de trois caisses en fer empilées les unes sur les autres, alors que dans les versions américaine et japonaise, Crash ne peut jamais franchir plus de deux caisses empilées.

##### La version japonaise
La version japonaise de Crash Bandicoot présente davantage de différences. En effet, pendant la préparation à la présentation du jeu à la branche japonaise de Sony Computer Entertainment, Andy Gavin passe un mois à étudier l'univers des mangas animés, lit des livres sur le sujet, regarde des films japonais et observe des personnages de jeux vidéo japonais. Lors de la première réunion des dirigeants de Naughty Dog avec ceux de Sony Computer Entertainment Japan, le développeur américain présente un document qui compare Crash au personnage de Mario et au jeu vidéo Nights into Dreams. Bien que Crash soit accueilli favorablement par le département graphique de Sony, le fait que ni le personnage principal ni le jeu n'aient d’affiliation avec le Japon est considéré comme un point faible. Les rendus du personnage conçus spécialement pour la réunion sont également considérés comme étant médiocres. Lors d'une pause à la suite de la première réunion, Andy Gavin donne quinze minutes à Charlotte Francis, l'artiste responsable des rendus, pour fermer l'énorme bouche souriante de Crash et le rendre moins agressif, remplacer ses yeux verts par deux petits points à l'image de Pac-Man et dessiner de plus petits pics pour sa chevelure. Après avoir vu ces nouveaux croquis, Sony Computer Entertainment Japan achète la distribution japonaise de Crash Bandicoot.
Outre les différences de musique pour les différents combats, la version japonaise est différente des autres versions du jeu puisque le système de mot de passe alternatif à la fonction de sauvegarde a été retiré. De plus, lorsque Crash détruit une caisse Aku Aku, ce dernier, via un message écrit sur l'écran, donne des conseils afin d'aider le joueur dans sa progression, et les caisses TNT ont une bombe représentée sur leurs faces au lieu de l'inscription TNT habituelle. Dans la version japonaise, le combat contre Papu Papu est plus difficile puisqu'il faut le frapper cinq fois au lieu de trois dans les autres versions. Les niveaux Sunset Vista et Slippery Climb, respectivement sur la deuxième et troisième île dans les versions occidentales, ont été intervertis pour faciliter la progression du jeu. Dans cette même idée, certaines gemmes de couleurs ont été interverties. Enfin, une différence majeure concerne le nom même du jeu : au Japon, celui-ci est nommé Kurasshu Bandy-Kuu.